# Попов Михайло Олександрович
Михайло Олександрович Попов (нар. 27 січня 1985) — український тенісист, майстер спорту України міжнародного класу. Бронзовий призер Літніх Паралімпійських ігор 2012 року. Чемпіон Літніх Паралімпійських ігор 2016 року.
Займається настільним тенісом у Запорізькому обласному центрі «Інваспорт».
Дворазовий чемпіон Європи 2013 року.
Срібний призер чемпіонату світу 2014 року.
Чемпіон Європи 2015 року.
Чемпіон, дворазовий срібний та дворазовий бронзовий призер міжнародних турнірів 2016 року.

## Державні нагороди
- Медаль «За працю і звитягу» (4 жовтня 2016) — За досягнення високих спортивних результатів на XV літніх Паралімпійських іграх 2016 року в місті Ріо-де-Жанейро (Федеративна Республіка Бразилія), виявлені мужність, самовідданість та волю до перемоги, утвердження міжнародного авторитету України[2]